# Nimerigar
Nimerigar är en legendarisk ras av små-människor som hittas i folktron hos Shoshone-folket i Nordamerika.
Enligt Shoshone-folket var Nimerigar ett aggressivt folk som använde giftiga pilar som vapen. De sägs att de skulle ha levt i Wind River i delstaten Wyoming, USA.
Trots dess mytiska status, så började man ifrågasätta myten då man, under 1932, hittade en liten mumie, endast 7 centimeter i längd, i en grotta 9 mil söder om Casper i Wyoming, som vissa vetenskapsmän trodde var en vuxen. Men på senare tid tror man numera att mumien är ett människo-foster.